# Guerra de Perusa
La Guerra de Perusa –Bellum Perusinum (llatí)– fou una guerra civil disputada entre el 41 aC i el 40 aC entre Octavi i Luci Antoni a la República Romana.
La disputa pel repartiment de les terres als veterans de Juli Cèsar va portar Luci Antoni a la guerra a petició de Fúlvia, l'esposa del seu germà Marc Antoni.
Luci va obtenir el control de Roma, Piacenza, Sentínum, Núrsia i Sipontum en absència d'Octavi, però pressionat pels exercits de Marc Vipsani Agripa, Quint Salvidiè Ruf, i Octavi, es va refugiar a Perusia, que era una fortalesa ben defensada, esperant l'arribada dels seus generals Publi Ventidi Bas i Gai Asini Pol·lió.
Luci Munaci Planc tenia el comandament de les tropes d'Antoni a Itàlia però com que Planc no sabia les intencions del seu cap, es va procurar mantenir allunyat del conflicte. Ventidius i Asinius Pollio no van acomplir la seva tasca i mentre Quint Salvidiè Ruf prenia Piacenza, Sentínum i Sipontum, i Agripa ocupava Sutrium per tallar les comunicacions de Lucius Antonius amb Roma, Octavi va assetjar Perusia i va tallar els subministraments especialment per la part del Tíber, per on Antoni rebia el gra. La gana va fer estralls a la ciutat; Ventidius va atacar a Octavi però fou rebutjat. Antoni va fer un desesperat intent de sortida però fou rebutjat amb moltes pèrdues i va haver de capitular; 
A la caiguda de Perusa el 40 aC, Antoni i els seus companys van salvar la vida però els principals ciutadans de Perusia van ser executats i la ciutat saquejada i incendiada. Conquerida Perusa (40 aC) les forces de Ventidi i Planc es van unir i Planc va fugir d'Itàlia amb Fúlvia, cap a Atenes.

## Conseqüències
Luci Antoni es reconcilià amb Octavi i fou enviat com a governador a Hispània. Després d'aquests fets no torna a ser esmentat.
El mateix Octavi va fer reconstruir la ciutat i hi va instal·lar colons, agafant el nom d'Augusta Perusia, que apareix a les inscripcions però sense tenir el rang de colònia. El seu districte fou reduït però tot i així va esdevenir una ciutat prospera i de les més importants de l'interior d'Etrúria.